# Massoneria Prince Hall
La massoneria Prince Hall è una associazione massonica nata a seguito di eventi storici che hanno portato ad una tradizione separata della massoneria in nord America. 

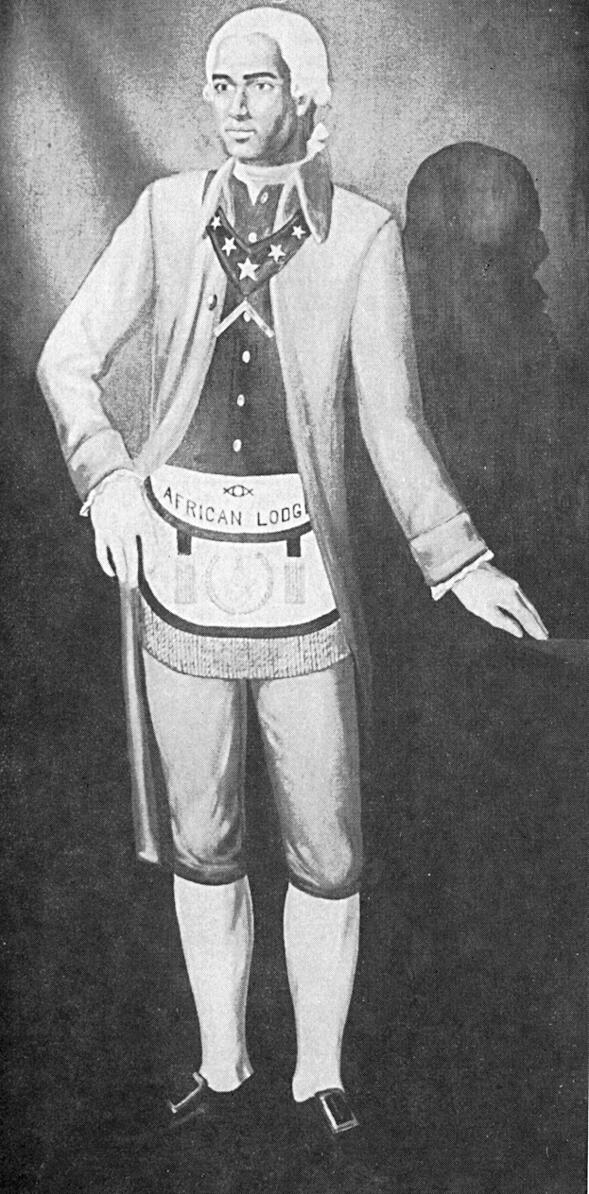
Ritratto di Prince Hall.

Si compone di Gran Logge indipendenti, che sono considerate regolari dalla Gran Loggia Unita d'Inghilterra, ed è prevalentemente costituita da afroamericani.

## Storia

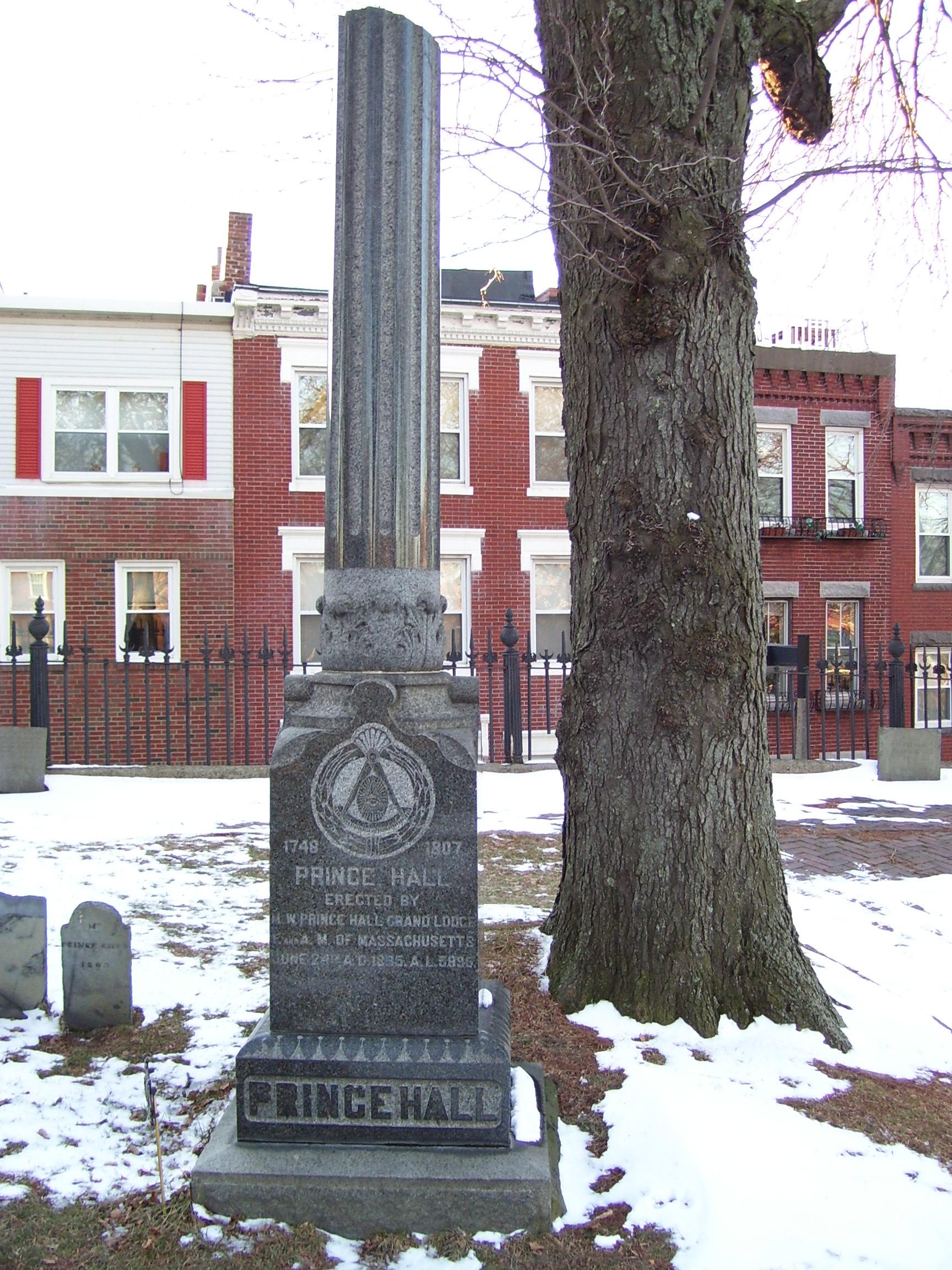
La tomba di Prince Hall a Copp's Hill (Boston).

Il 6 marzo 1775 un afroamericano chiamato Prince Hall fu fatto Maestro Muratore in una loggia militare irlandese, la Lodge n. 441, insieme ad altri quattordici afroamericani: Cyrus Johnston, Bueston Slinger, Principe Rees, John cantone, Peter Freeman, Benjamin Tiler, Duff Ruform, Thomas Santerson, principe RaydenCato Speain, Boston Smith, Peter Best, Forten e Richard Titley, i quali erano apparentemente liberi dalla nascita. Quando la loggia militare lasciò la zona, agli afroamericani fu data l'autorizzazione di incontrarsi come una loggia, di effettuare processioni nei giorni dei Santi Giovanni e di svolgere i funerali massonici, ma non a conferire gradi né fare altro lavoro massonico. Questi massoni chiesero ed ottennero la Carta costitutiva (o Bolla di fondazione) dalla Gran Loggia d'Inghilterra nel 1784 e costituirono la loggia African Lodge #459 in Nord America.
Nonostante avesse subito dei sovvertimenti, come tutte le Gran Logge americane, dopo la fusione del 1813 tra Antients e Moderns, la Loggia si ricostituì come African Lodge # 1 (da non confondere con le varie Gran Logge del continente africano) e separato dalla Gran Loggia Unita d'Inghilterra che diede il riconoscimento. Questo portò ad una tradizione di giurisdizioni separate, prevalentemente afroamericane in Nord America, conosciute globalmente come Prince Hall Freemasonry.
Il diffuso razzismo e la segregazione in Nord America resero impossibile per gli afroamericani di aderire a molte Logge e Gran Logge tradizionali, che si rifiutarono di riconoscere come legittime le logge Prince Hall ed i massoni Prince Hall nel loro territorio. Da molti anni sia le Prince Halls sia le "tradizionali" Gran Logge hanno integrato l'adesione dei propri membri, anche se in alcuni Stati meridionali ciò è più una dichiarazione politica, ma non pratica. Oggi, le logge Prince Hall sono riconosciuti da Grand Lodge of England (UGLE), così come dalla grande maggioranza delle Gran Logge di stato negli Stati Uniti e da molte Gran Logge internazionali. Mentre nessuna Gran Loggia di qualsiasi tipo è universalmente riconosciuta, al momento, la Massoneria di Prince Hall è riconosciuto da alcune Gran Logge e non da altri, ma sembra lavorare verso ulteriori riconoscimenti. Secondo i dati compilati nel 2008, 41 delle 51 tradizionali Gran Logge USA riconoscono le Gran Logge Prince Hall. Le Gran Logge che non riconoscono le Prince Hall si trovano in gran parte negli Stati meridionali: Alabama, Georgia, Tennessee, Mississippi, Florida, Louisiana, Arkansas, Carolina del Sud e Virginia Occidentale.

## Membri di spicco
Ci sono molti importanti massoni che erano affiliati con le originarie Gran Logge Prince Hall:
Tra i primi Gran Maestri, Prince Hall African Lodge # 459:
- Prince Hall, Boston, Massachusetts, Grand Master 1791-1807
- Nero Prince, Boston, Massachusetts, Grand Master 1808
- George Middleton, Boston, Massachusetts, Grand Master 1809-1810. Comandante dei Bucks of America, un'unità di soldati neri durante la rivoluzione americana. L'unità ha ricevuto una bandiera da governatore John Hancock per il suo servizio fedele. Middleton fu anche dei fondatori della African Benevolent Society.
- Peter Lew, Dracut, Massachusetts, Grand Master 1811-1816, figlio di Barzillai Lew
- Sampson H. Moody, Grand Master 1817-1825
- John T. Hilton, Grand Master 1826-1827
- Walker Lewis, Lowell, Massachusetts, Grand Master 1829-1830
- Thomas Dalton, Boston, Massachusetts, Grand Master 1831-1832, genero di Barzillai Lew